# アマギカンアオイ
アマギカンアオイ（天城寒葵、学名: Asarum muramatsui）は、ウマノスズクサ科カンアオイ属の常緑の多年草。

## 特徴
葉に長さ4-9cmの葉柄があり、葉柄は淡緑色になる。葉身は卵形または卵状三角形で、長さ5-9cm、幅3-6cmになり、先端は鈍頭またはすこしとがり、基部は心形になる。葉質は他種に比べ厚く、葉の表面は強い光沢があり、鮮緑色になり、縁の近くに短毛が散生する。葉脈はいちじるしく陥入する。裏面は無毛で淡緑色になる。
花は4-5月に咲く。花に花弁は無く、萼裂片が花弁状になる。花柄は葉腋からでて長さ1cmほどになり、花は暗紫色で横向きについて地表ちかくに咲く。萼筒は短い鐘状筒形で、長さ10-12mm、径12-15mmになり、上部はややくびれる。萼筒の入口は環状のつばがあり、その周囲に隆起した白いしわ状のひだが形成される。萼筒内壁には縦、横に隆起した多数のひだがあり、複雑な格子状になる。萼裂片は卵形から卵状三角形で、斜上し、長さ8mm、幅10-13mmになり、先は鋭頭となり、表面は暗紫色の短毛が密生し、縁はゆるく波打つ。萼裂片の裏面に毛はない。雄蕊は12個あって葯は外側を向く。花柱は6個あって萼筒の半分より長く、先端は逆長靴形で頂部に柱頭がある。

## 分布と生育環境
日本固有種。本州の伊豆半島とその周辺に分布し、低地や山地の落葉広葉樹や常緑広葉樹がまじった林や植林地に生育する。

## 名前の由来
和名アマギカンアオイは、「天城寒葵」の意で、最初に採集された伊豆の天城山に基づく。
種小名（種形容語） muramatsui は、採集者で、標本を新種記載者の牧野富太郎に送った松村七郎 (1899 – 1985) への献名である。

## 種の保全状況評価
絶滅危惧II類 (VU)（環境省レッドリスト）
（2020年、環境省）

## 分類
本種は、同属のタマノカンアオイに似るが、同種の葉柄の色は褐色または暗紫色になり、本種の葉柄は淡緑色になること、本種はタマノカンアオイより葉の表面の葉脈のくぼみが深いこと、萼筒や萼裂片が小さい傾向にあることで異なる。また、カギガタアオイに似るが、同種は、萼筒が上部でくびれること、板状突起があまり発達しなこと、秋に開花することで異なる。
また、前川文夫(1980)は、伊豆半島の下田市の須崎産のカンアオイを、葉の光沢や葉脈の陥入の程度、葉柄の色など、本種とタマノカンアオイの中間的性質をもつとして、本種の変種として、新変種「シモダカンアオイ」Heterotropa muramatsui (Makino) F.Maek. var. shimodana F.Maek.を記載した。記載にあたってのタイプ標本は、昭和天皇が1980年3月に下田市の須崎御用邸で採集したものである（採集者:Emperor Hirohito, 13 Mar.1980）。しかし、現在は、シモダカンアオイは本種に含まれ、var. shimodana は本種のシノニムとなっている。

## ギャラリー

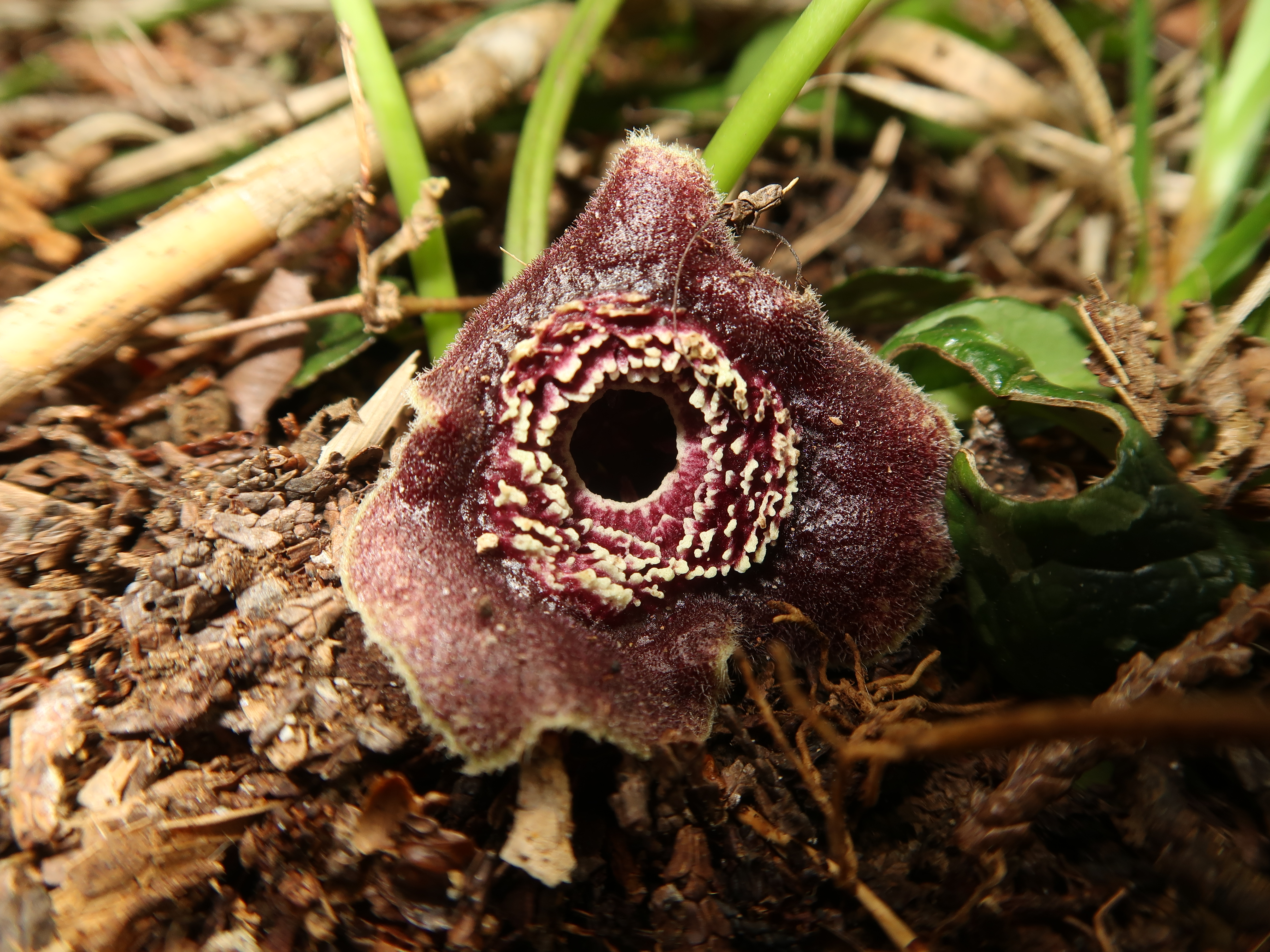
萼筒の入口は環状のつばがあり、その周囲に隆起した白いしわ状のひだが形成される。萼裂片は卵形から卵状三角形で、表面は暗紫色の短毛が密生し、縁はゆるく波打つ。葉柄は淡緑色になる。
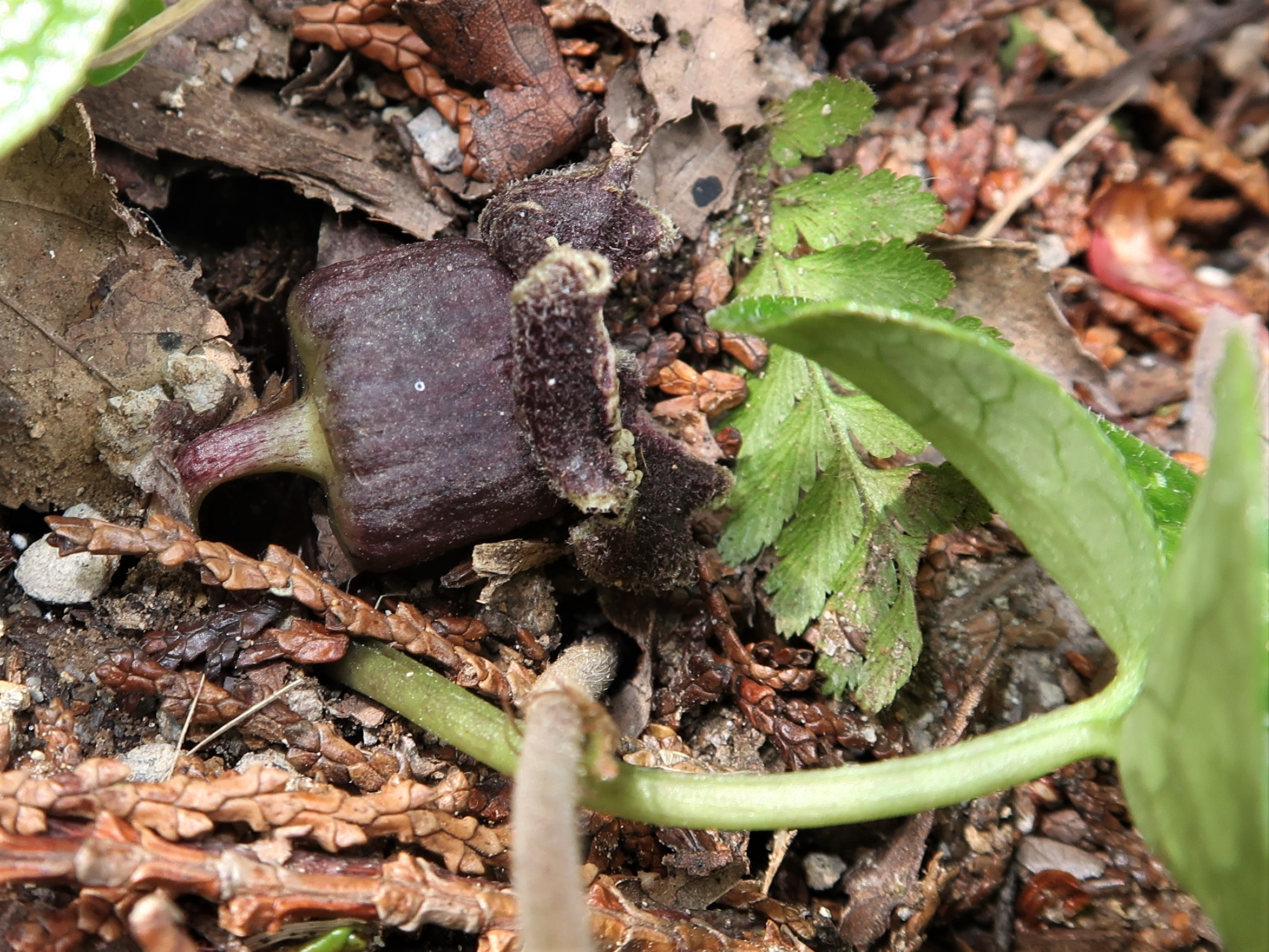
花柄は長さ1cmほどで、花は横向きにつく。萼筒は短い鐘状筒形で、上部はややくびれる。
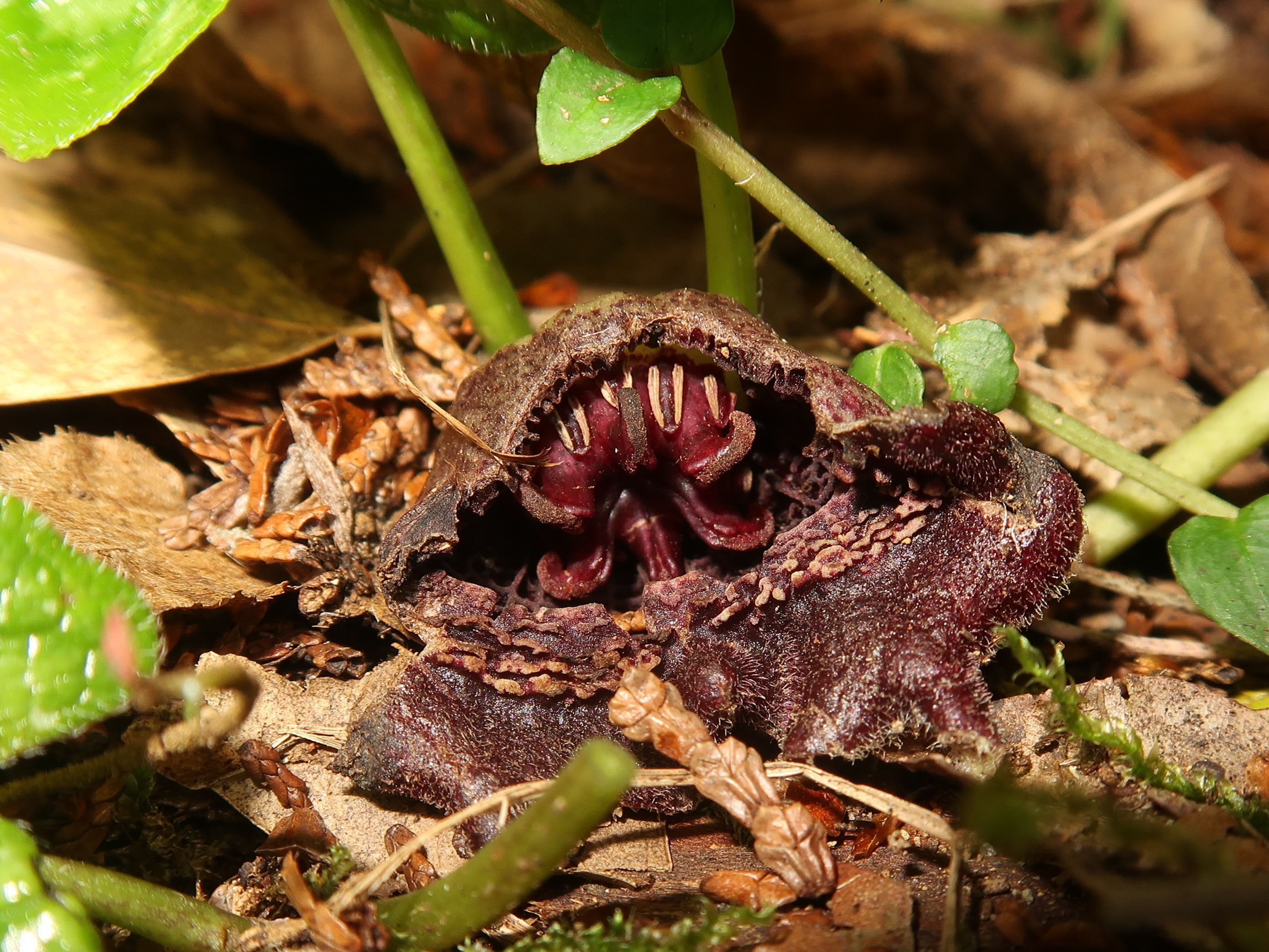
虫食いで萼筒が崩れたもの。雄蕊は12個あって葯は外側を向く。花柱は6個あって、先端は逆長靴形で頂部に柱頭がある。
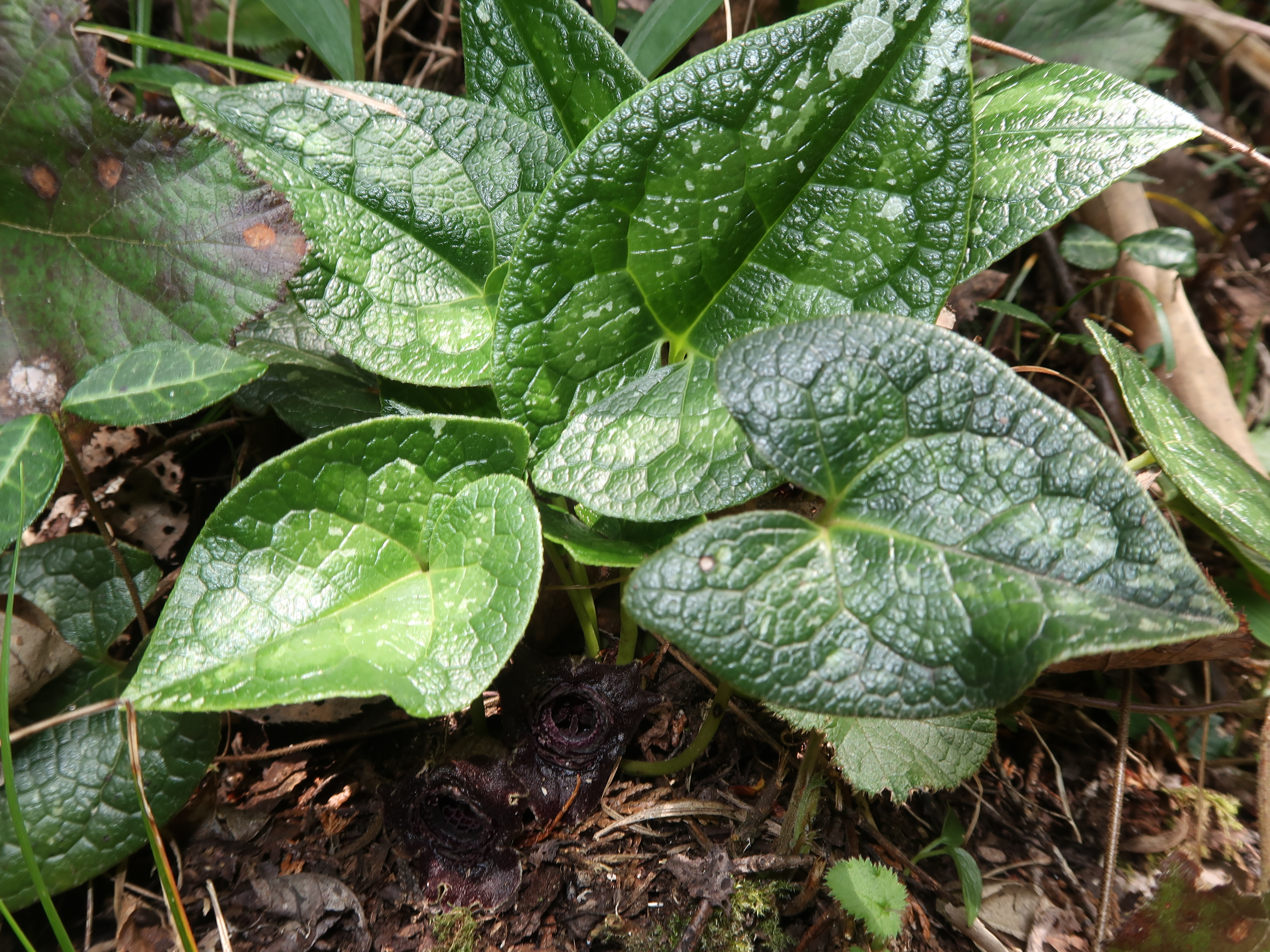
葉質は他種に比べ厚く、葉の表面は強い光沢があり、鮮緑色になり、縁の近くに短毛が散生する。葉脈はいちじるしく陥入する。
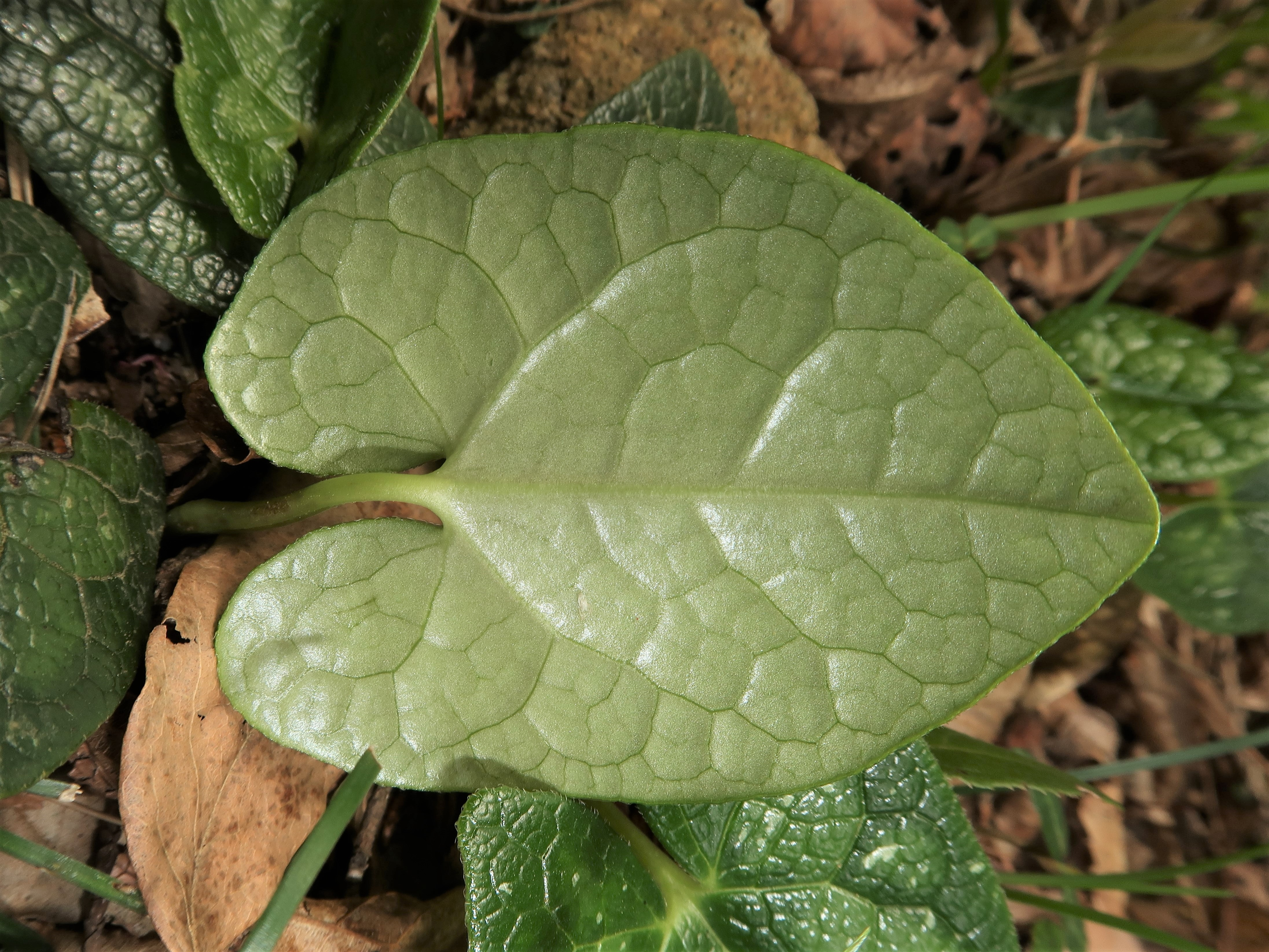
裏面は無毛で淡緑色になる。